# Bluesman
Bluesman, também estilizado como BLVESMAN, é o segundo álbum de estúdio do rapper brasileiro Baco Exu do Blues, lançado em 23 de novembro de 2018. Foi eleito o melhor disco brasileiro de 2018 pela revista Rolling Stone Brasil e um dos 25 melhores álbuns brasileiros do segundo semestre do mesmo ano pela Associação Paulista de Críticos de Arte.
O álbum foi certificado em Disco de Ouro e Platina, o single “Me Desculpa Jay Z”  foi certificado em diamante, os singles “Flamingos” e “Girassóis de Van Gogh” em platina duplo, e “Bluesman” e “Queima Minha Pele” em platina. Juntos totalizaram mais de 280 milhões de execuções, nas plataformas digitais. O curta que acompanha o disco venceu o Grand Prix do Cannes Lions na categoria entretenimento para música.

## Faixas
| N.º            | Título                  | Duração |  |
| 1.             | "Bluesman"              | 2:53    |  |
| 2.             | "Queima Minha Pele"     | 3:47    |  |
| 3.             | "Me Desculpa Jay-Z"     | 3:32    |  |
| 4.             | "Minotauro de Borges"   | 3:24    |  |
| 5.             | "Kanye West da Bahia"   | 4:10    |  |
| 6.             | "Flamingos"             | 3:58    |  |
| 7.             | "Girassóis de Van Gogh" | 3:04    |  |
| 8.             | "Preto e Prata"         | 2:16    |  |
| 9.             | "BB King"               | 3:19    |  |
| Duração total: | Duração total:          | 30:20   |  |

## Prêmios
| Ano  | Prêmio                                | Categoria                | Nomeação | Resultado | Ref   |
| ---- | ------------------------------------- | ------------------------ | -------- | --------- | ----- |
| 2019 | Festival de Publicidade de Cannes     | Entertainment for Music  | Bluesman | Venceu    | [ 5 ] |
| 2018 | Prêmio Multishow de Música Brasileira | Clipe do Ano - Superjúri | Bluesman | Venceu    | [ 6 ] |